# Acalolepta sulphurifera
Acalolepta sulphurifera är en skalbaggsart som först beskrevs av Hope 1842.  Acalolepta sulphurifera ingår i släktet Acalolepta och familjen långhorningar.
Artens utbredningsområde är Burma. Inga underarter finns listade i Catalogue of Life.